# Super Bowl XXI
Il Super Bowl XXI è stata una partita di football americano tra i campioni dell'American Football Conference (AFC), i Denver Broncos, e i campioni della National Football Conference (NFC), i New York Giants per determinare il campione della National Football League (NFL) per la stagione 1986. I Giants sconfissero i Broncos con un punteggio di 39–20, vincendo il loro primo Super Bowl e il loro primo titolo di campioni dal 1956. La gara fu giocata il 25 gennaio 1987 al Rose Bowl di Pasadena, California.
Questa fu la seconda apparizione dei Broncos al Super Bowl. Guidati principalmente dalle giocate del loro quarterback John Elway e da una difesa che guidò la AFC in minor numero di yard concesse, Denver terminò la stagione regolare con un record di 11-5 e compilò due vittorie per un soffio nei playoff. I Giants, guidati dal quarterback Phil Simms, dal running back Joe Morris e dalla loro difesa soprannominata "Big Blue Wrecking Crew" giunsero al loro primo Super Bowl dopo aver terminato la stagione regolare con un record di 14-2 e aver concesso ai propri avversari 3 miseri punti nelle due gare di playoff disputate.
La partita fu equilibrata nel primo tempo, coi Broncos in vantaggio per 10-9, il minor vantaggio nella storia dell'evento. Gli unici punti del secondo quarto furono segnati dal linebacker dei Giants George Martin che mise a segno un sack su Elway nella end zone dando origine a una safety. Da lì per New York giunsero 26 punti segnati consecutivamente nel terzo e quarto periodo. I Giants segnarono un record del Super Bowl di 30 punti nel secondo tempo, tenendo i Broncos a due sole yard nette nel terzo quarto. Simms, che fu nominato miglior giocatore della partita, terminò la gara completando 22 passaggi su 25 tentativi per 268 yard e 3 touchdown. Inoltre corse 25 yard su 3 possessi. La sua percentuale di completamento (88%) non solo fu un record del Super Bowl, ma anche un record dei playoff che resistette per 21 anni. Alla stagione 2015, questo rimane l'unico Super Bowl vinto dai Giants contro una squadra non appartenente alla AFC East division.

## Formazioni titolari
Fonte:
| Denver           | Ruolo | N.Y. Giants      |
| ---------------- | ----- | ---------------- |
| Attacco          |       |                  |
| Vance Johnson    | WR    | Lionel Manuel    |
| Dave Studdard    | LT    | Brad Benson      |
| Keith Bishop     | LG    | Billy Ard        |
| Billy Bryan      | C     | Bart Oates       |
| Mark Cooper      | RG    | Chris Godfrey    |
| Ken Lanier       | RT    | Karl Nelson      |
| Clarence Kay     | TE    | Mark Bavaro      |
| Steve Watson     | WR    | Stacy Robinson   |
| John Elway       | QB    | Phil Simms       |
| Sammy Winder     | RB    | Joe Morris       |
| Gerald Willhite  | FB    | Maurice Carthon  |
| Difesa           |       |                  |
| Andre Townsend   | LE    | George Martin    |
| Greg Kragen      | NT    | Jim Burt         |
| Rulon Jones      | RE    | Leonard Marshall |
| Jim Ryan         | LOLB  | Carl Banks       |
| Karl Mecklenburg | LILB  | Gary Reasons     |
| Ricky Hunley     | RILB  | Harry Carson     |
| Tom Jackson      | ROLB  | Lawrence Taylor  |
| Louis Wright     | LCB   | Elvis Patterson  |
| Mike Harden      | RCB   | Perry Williams   |
| Steve Foley      | SS    | Kenny Hill       |
| Dennis Smith     | FS    | Herb Welch       |